# Фустіньяна
Фустіньяна (ісп. Fustiñana) — муніципалітет в Іспанії, у складі автономної спільноти Наварра. Населення — 2624 особи (2009).
Муніципалітет розташований на відстані близько 260 км на північний схід від Мадрида, 90 км на південь від Памплони.
На території муніципалітету розташовані такі населені пункти: (дані про населення за 2009 рік)
- Фустіньяна: 2624 особи
- Ель-Хінестар: 0 осіб
- Торре-де-Леос: 0 осіб

## Демографія
Динаміка населення (INE ):